# Biblioteca Pública de Cincinnati

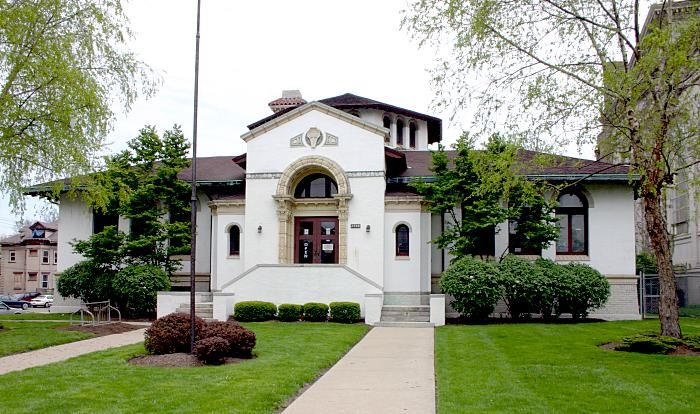
Uno de los edificios de la Biblioteca Pública de Cincinnati, en Avondale, levantado en 1913.

La Biblioteca Pública de Cincinnati y el Condado de Hamilton (en inglés, The Public Library of Cincinnati and Hamilton County, en siglas PLCH) es uno de los más importantes sistemas bibliotecarios de Estados Unidos, y además de su biblioteca principal en la ciudad de Cincinnati, posee hasta 41 bibliotecas menores en distintas localizaciones del Condado de Hamilton. En 2009, poseía más de nueve millones de volúmenes. Aunque sus orígenes se remontan hasta 1802, no fue hasta marzo de 1853 cuando la Biblioteca Pública de Cincinnati fue fundada. Es por su tamaño la novena biblioteca pública más grande de Estados Unidos.